# エルトマンハウゼン
エルトマンハウゼン (ドイツ語: Erdmannhausen)は、ドイツ連邦共和国バーデン＝ヴュルテンベルク州ルートヴィヒスブルク郡に属す町村（以下、本項では便宜上「町」と記述する）である。この町は、シュトゥットガルト地域（1992年まではミットレラー・ネッカー地域）およびシュトゥットガルト大都市圏に含まれる。

## 地理

### 位置
エルトマンハウゼンは、ネッカー川とムル川との間、郡庁所在地ルートヴィヒスブルクから東に約 10 km のネッカー盆地に位置している。リーリングスハウゼンに近いハルトヴァルト内の無人の飛地はシュヴァーベン＝フランケンの森に属す。

### 隣接する市町村
わずか 1 km の場所にシラー都市マールバッハ・アム・ネッカーがある。この他の隣接市町村は、アファルターバッハ、キルヒベルク・アン・デア・ムル、マールバッハのリーリングスハウゼン地区、シュタインハイム・アン・デア・ムルがある。

### 自治体の構成
自治体としてのエルトマンハウゼンに属すのは、主邑のエルトマンハウゼンとハウス・ブクミューレとやや離れたエグロルフスホーフェン、イネレス・ヘフレ、オイセレス・ヘフレ、ヴァイカースハウゼンといった集落がある。

### 土地利用
| 土地用途別面積     | 面積 (km2) | 占有率 |
| ------------------ | ---------- | ------ |
| 住宅地および空き地 | 0.74       | 8.5 %  |
| 産業用地           | 0.16       | 1.8 %  |
| レジャー用地       | 0.07       | 0.8 %  |
| 交通用地           | 0.66       | 7.6 %  |
| 農業用地           | 5.05       | 58.0 % |
| 森林               | 1.60       | 18.4 % |
| 水域               | 0.04       | 0.4 %  |
| その他の用地       | 0.38       | 4.4 %  |
| 合計               | 8.70       |        |

州統計局の2018年現在のデータによる。

## 歴史

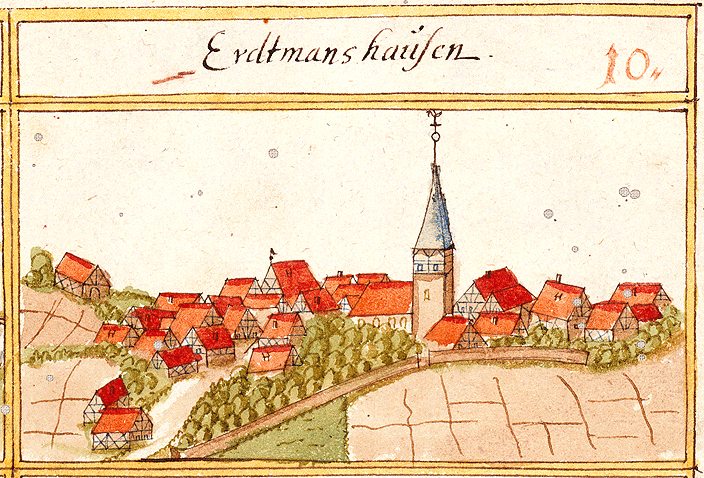
1686年のアンドレアス・キーザーによる森林台帳に描かれたエルトマンハウゼン

エルトマンハウゼンは、ルートヴィヒ敬虔王がこの集落をムルハルト修道院に寄進した816年に初めて記録されている。14世紀からヴュルテンベルク伯がこの集落の一部を獲得し、1425年までには集落全域がヴュルテンベルク伯領に属した。この頃エルトマンハウゼンは、アムト・マールバッハ、その後オーバーアムト・マールバッハに属していた。エルトマンハウゼンは1534年に福音主義に転向した。三十年戦争では、1626年に軍隊がエルトマンハウゼンに侵入し、253人が死亡した。1644年に牧師館が焼失し、1655年には、最盛期には95棟あった建物のうち13棟が残るだけであり、かつて630人いた人口は89人に減ったままであった。プファルツ継承戦争では、4棟の納屋と8軒の家屋が焼失し、全住民が略奪に耐えた。
1938年の行政改革により、この町は新設されたルートヴィヒスブルク郡に属すこととなった。第二次世界大戦でエルトマンハウゼンは、何度も爆撃を受けた。最初の低空飛行による掃射では1945年4月7日で、2人が死亡し、ビーゲル地区の多くの建物が被害を受けた。4月半ばに武装親衛隊の工兵隊がシュヴァイス橋を爆破し、アメリカ兵が砲撃により駅を破壊した。これにより住民1人が死亡した。4月21日、ドイツ国防軍が撤退したこの町をアメリカ軍が占領した。
1963年にこの町の農地整理が始まった。1974年初め、住民の 90 % がマールバッハへの合併に反対し、この町の独立が護られた。2007年、2回目の中心部再開発が始まった。エルトマンハウゼンは、2016年に1200年祭を祝った。

## 住民

### 人口推移
以下に各時点の町域における人口を示す。数値は、人口調査結果 (*) またはバーデン＝ヴュルテンベルク州統計局の公的研究結果による。数値はこの町を主たる住所とする人口である。
| 時期           | 人口（人） |
| -------------- | ---------- |
| 1871年12月1日* | 939        |
| 1880年12月1日* | 1,049      |
| 1890年12月1日* | 1,046      |
| 1900年12月1日* | 1,042      |
| 1910年12月1日* | 1,135      |
| 1925年6月16日* | 1,261      |
| 1933年6月16日* | 1,357      |
| 1939年5月17日* | 1,326      |
| 1950年9月13日* | 2,020      |

| 時期           | 人口（人） |
| -------------- | ---------- |
| 1961年6月6日*  | 2,803      |
| 1970年5月27日* | 3,560      |
| 1980年12月31日 | 4,027      |
| 1987年5月25日* | 4,155      |
| 1990年12月31日 | 4,612      |
| 1995年12月31日 | 4,735      |
| 2000年12月31日 | 4,814      |
| 2005年12月31日 | 4,842      |
| 2010年12月31日 | 4,716      |
| 2015年12月31日 | 4,871      |

### 宗教
宗教改革以降、エルトマンハウゼンは福音主義の町である。町内には福音主義教会がある。
ローマ＝カトリック信者はマールバッハ・アム・ネッカーの教会が管轄している。
福音主義＝メソジスト教会は、1866年に設立されたゲザムトベツィルクス・マールバッハの一部としてこの町で活動しており、集会所を有している。
1932年から新使徒教会もエルトマンハウゼンで活動している。

## 行政

### 議会
エルトマンハウゼンの町議会は14議席からなる。議会には選挙で選出されたこの名誉職の議員と議長を務める町長が参加する。町長は町議会において投票権を有している。

### 首長
ビルギット・ハネマンは2012年3月11日の選挙で、当時現職のルッツ・シュヴァイゲルトを破って町長に選出された。ビルギットは2012年6月1日から町長職に就いている。バーデン＝ヴュルテンベルク州では首長は8年ごとに選出される。

### 紋章と旗
図柄: 頂部は金地に黒いシカの角。主部は青地に、下端から突き出した左向き（向かって右向き）に曲がった金の修道院長杖。町の旗は、青 - 黄である。紋章と旗は1954年10月18日に認可された。
修道院長杖は、長年この村を治めたムルハルト修道院を表している。シカの角は、その後ヴュルテンベルクに属していたことを象徴している。

## 文化と見所

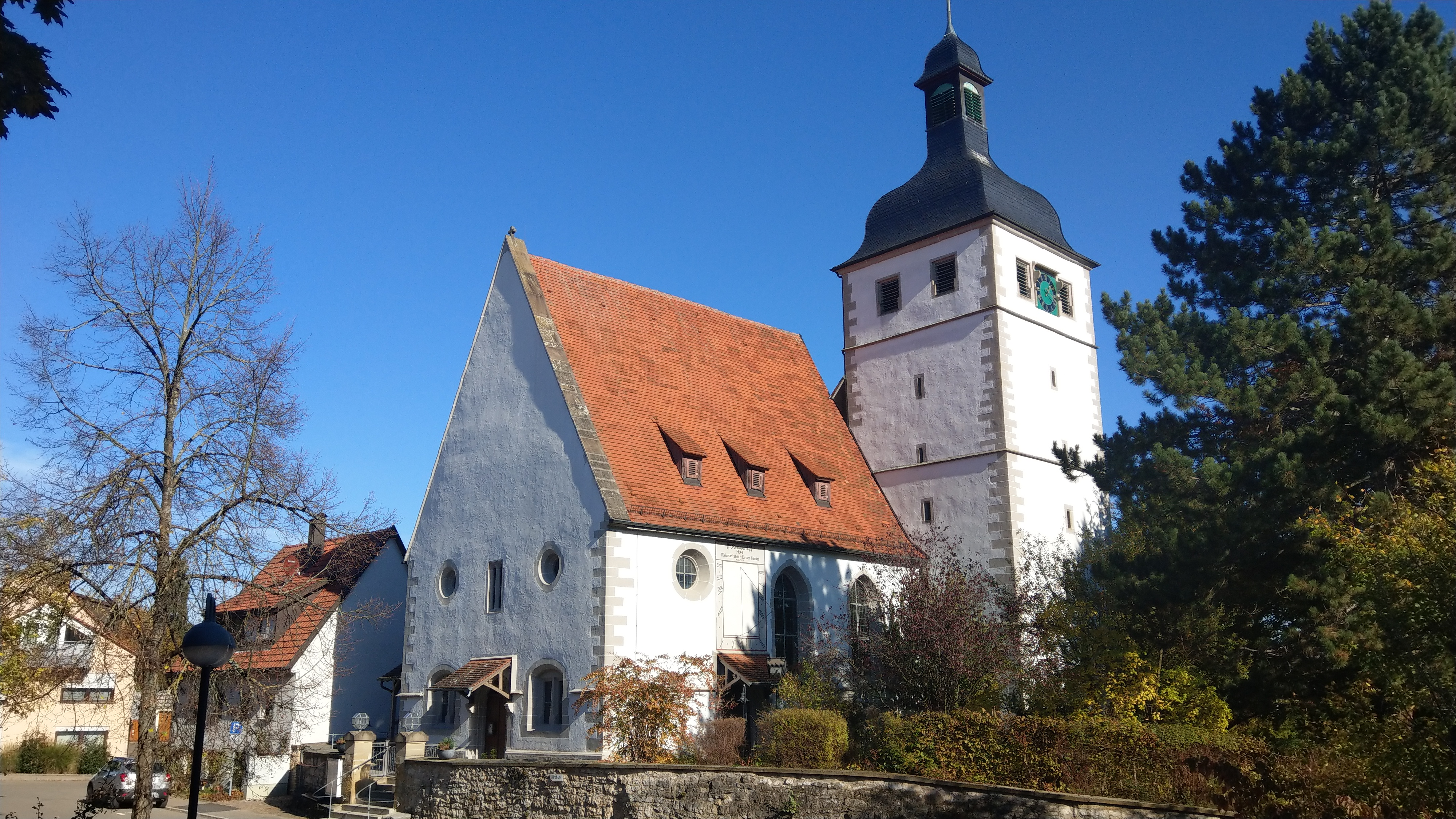
ヤヌアリウス教会

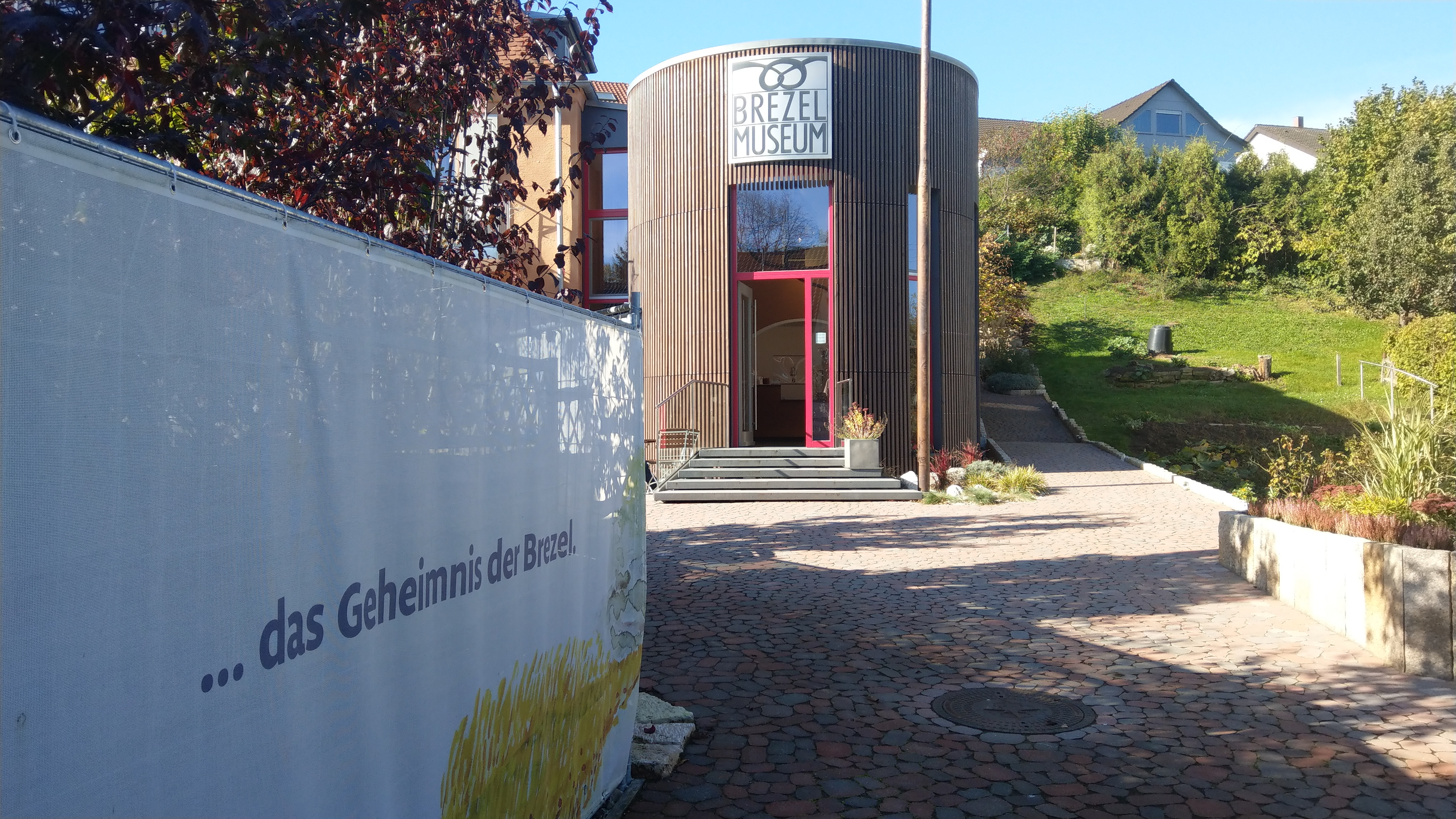
ブレーツェル博物館

ヤヌアリウス教会は中世に起源を持つ、この町の象徴的建造物である。エルトマンハウゼンには2016年からブレーツェル博物館がある。

## 経済と社会資本

### 経済
エルトマンハウゼンは、ヴュルテンベルク・ワイン地区のヴュルテンベルク・ウンターラント地域シャルクシュタイン大地区に属すワインの町である。
かつてエルトマンハウゼンの経済は、その大部分を採石と農業によっていた。採石場が閉鎖されて以後、エルトマンハウゼンは様々な分野の企業が存在する町として発展した。
地元企業:
- フオーバー＝ブレーツェル - 1950年からこの町にあるこの企業は、ヴュルテンベルク初のプレッツェル工場で、エルトマンハウゼン最大の雇用主である。
- イェーガー金属加工 GmbH
- プロプスト固定技術・運搬システム GmbH（固定・運搬技術）
- ノイフォルム - テューレンヴェルク・ハンス＝グロック GmbH & Co. KG（ドア製造）

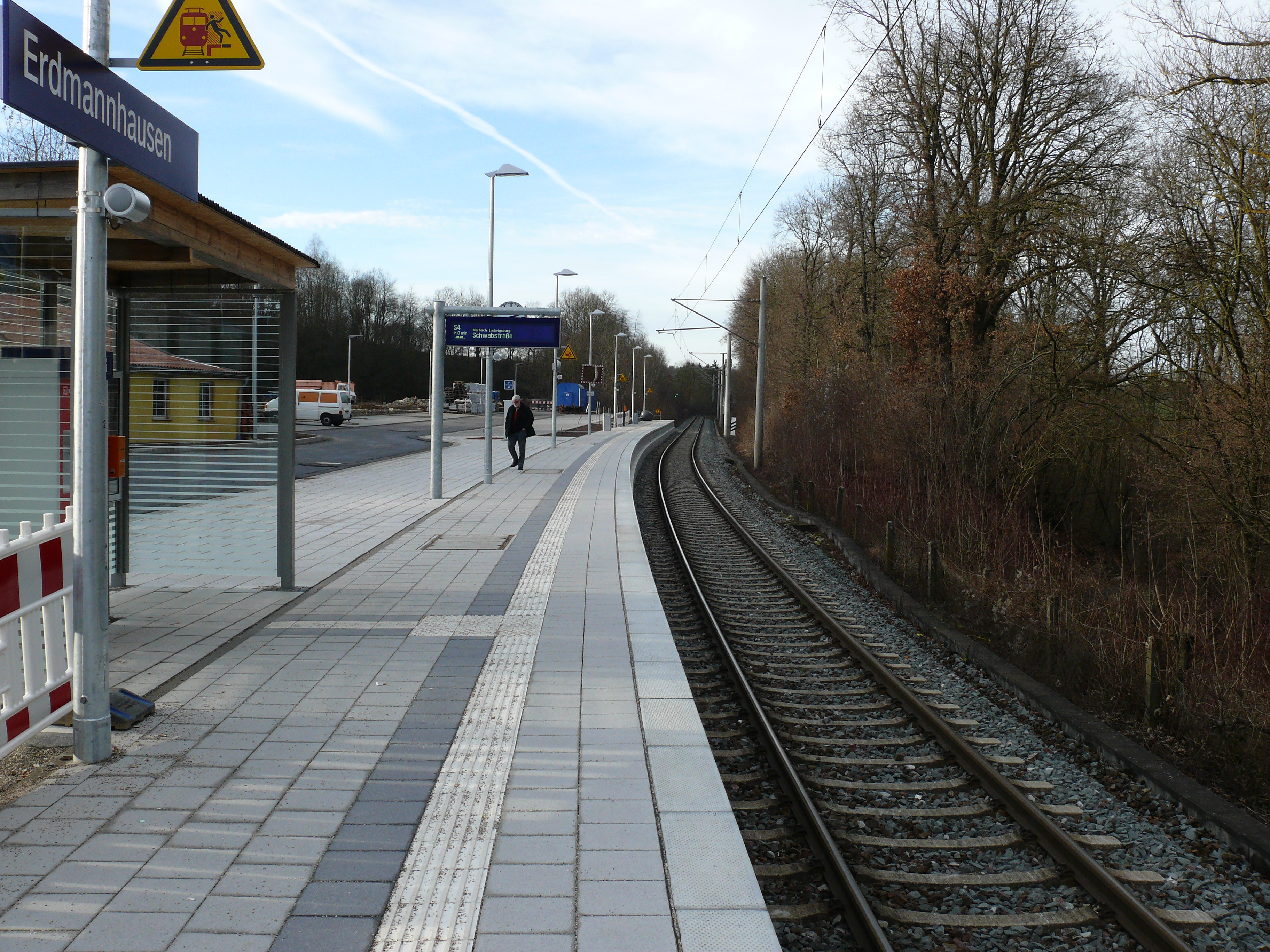
エルトマンハウゼン駅

- エルマンハウザー穀物製品 GmbH

### 交通
エルトマンハウゼンは、鉄道バックナング - ルートヴィヒスブルク線によって全国的な鉄道に接続している。2012年12月8日にシュトゥットガルトSバーンS4号シュトゥットガルト - マールバッハ線がバックナングまで延伸したことにより、この町はシュトゥットガルトSバーンにも接続した。それ以前からマールバッハ - バックナングを通勤電車が運行していた。

### UL-飛行場
エルトマンハウゼンにはウルトラライトプレーン用の民間飛行場がある。この飛行場は、わずかな住民が離着陸に利用するだけである。この飛行場は、エルトマンハウゼンの南、レムベルクの北の、移住によって形成された空き地にあり、長さ 300 m の滑走路（方位 08/26）を有している。

### 公共施設
郡立クレーブラット養護ホームの老人・介護ホームがある。

### 教育
エルトマンハウゼンには、幼稚園 4園と基礎課程学校アストリート＝リントグレン＝シューレがある。それより上級の学校はいずれも隣町のマールバッハ・アム・ネッカーにある。

### ライフライン
この町の電力網とガス網は、Süwag エネルギー AG の子会社である Syna GmbH が運営している。上水道は、州の水供給システムによっている。ヘンデンミューレ汚水処理目的連合は、マールバッハ、シュタインハイム、ムル、グロースボットヴァール、ベニンゲンの排水浄化を担当している。塵芥処理は、ルートヴィヒスブルク郡の 100 % 子会社のルートヴィヒスブルク郡塵芥処理会社 (AVL) が行っている。AVLは、ルートヴィヒスブルク郡の委託を受けてゴミの削減、再利用、廃棄といった処理を行っている。